# 井上尚弥 対 マーロン・タパレス戦
NTTドコモ Presents  WBA・WBC・IBF・WBO世界スーパーバンタム級王座統一戦 井上尚弥 vs マーロン・タパレス（エヌティティドコモ プレゼンツ ダブリュービーエー・ ダブリュービーシー・アイビーエフ・ ダブリュービーオー せかいスーパーバンタムきゅうおうざとういつせん いのうえなおや たい マーロン・タパレス）は、2023年12月26日、日本東京都江東区の有明アリーナで開催されたプロボクシングの試合。
WBC・WBO世界スーパーバンタム級王者の井上尚弥と、WBA・IBF世界スーパーバンタム級王者のマーロン・タパレスが行う4団体王座統一戦。通算で11回目となる4団体王座統一戦となり、スーパーバンタム級では初めてとなる4団体王座統一戦となった。また井上にとっては2022年12月13日に行われたポール・バトラー戦に続き、自身2度目となる2階級目での4団体統一戦となった。

## 試合までの経緯

### 両者の王座獲得から試合決定まで
2023年4月8日、テキサス州サンアントニオのボーイング・センター・アット・テックポートで、タパレスがWBAスーパー・IBF世界スーパーバンタム級統一王者ムロジョン・アフマダリエフと対戦し、12回2-1（115-113×2、110-118）の判定勝ちを収め2団体王座の獲得及び世界2階級制覇を達成した。試合翌日、タパレスのスタッフが撮影した動画の中でタパレスは「ナオヤ、次はお前だ」と井上に宣戦布告した。
2023年6月5日、WBAはタパレスに対し、7月25日に対戦するフルトンvs井上戦の勝者との統一戦を承認すると公式ホームページ上で発表した。
2023年7月17日、フルトンvs井上戦を生観戦することを表明したタパレスがボクシングシーンの取材に対し、「リングサイドの私を見ることになる2人にメッセージを送りたい。どちらが勝っても次に私を通過しなければならない」と試合の勝者に4団体統一戦を呼びかけた。
2023年7月25日、有明アリーナで井上がWBC・WBO世界スーパーバンタム級統一王者スティーブン・フルトンと対戦し、8回1分14秒TKO勝ちを収め2団体王座の獲得及び世界4階級制覇を達成した。この試合にはタパレスが生観戦しており、試合後に井上はタパレスをリングに呼び込み「（フルトンを倒し）スーパーバンタム級最強と言えるのではないかなと。僕が持っているベルトは2本。今年中に2本のベルトをかけて戦いましょう」と宣言し握手を交わした。対するタパレスも「自分自身がチャンピオンだと証明したいので、井上尚弥と戦いたい」と発言した。タパレスは試合後に取材に応じ、「とても良い試合だった。井上はとても強かった」と井上を評価する一方で、4団体王座統一戦に向けては「自分もたくさん練習しているし、100％勝てる自信はある。（井上は）良いボクサーだけど、勝てるチャンスは必ずある」とコメントした。
2023年8月9日、井上が自身のTwitterでフルトン戦勝利後にリング上でタパレスと撮影した画像を公開し、文面で「next fight??」と対戦を呼びかけるような投稿をした。これに『リング』誌のダグラス・フィッシャー編集長が反応し、「賛成だ！空位のリング誌スーパーバンタム級王座/4団体王座を懸けた対戦だ」と井上とタパレスの対戦を熱望した。
2023年8月15日、フィリピンのデイリー・トリビューン紙がMPプロモーションのショーン・ギボンズが交渉窓口となり、トップランク社とラスベガスで交渉を始めると伝えた。ギボンズは同紙に対し、具体的な日程は未定としたものの「日本で12月に行われるだろう」と語った。
2023年8月23日、タパレスが井上との4団体王座統一戦に向けて本格的なトレーニングに入る為、練習拠点にしているロサンゼルスに到着。ボクシングシーンの取材に対し、タパレスは「私はこの試合の大きさを十分に理解している。比類なき王者になることはすべてのボクサーの究極の目標であり、それを達成するためにすべてを捧げる準備はできている。井上尚弥は並外れたファイターだが、私は自分の能力に揺るぎない自信を持っている」とコメントした。
2023年9月21日、井上がチャリティーイベントに参加し、トークイベントでタパレスとの4団体統一戦について「交渉はうまく進んでいると聞いている。タパレス戦に向けてトレーニングしている」と明かした。
2023年10月6日、アメリカスポーツ専門局ESPNのボクシング記者であるスティーブ・キムが、自身のSNSにてトップランクのボブ・アラムCEOが「2023年12月26日に日本で開催される井上尚弥－マーロン・タパレスのスーパーバンタム級4団体統一戦に向けて、事態は前進していると信じている」と語ったことを報じた。
2023年10月12日、ドミニカ共和国で開催中のWBO年次総会の会合でタパレス陣営のショーン・キボンズが、WBOのフランシスコ・バルカルセル会長へ井上とタパレスによる世界スーパーバンタム級4団体王座統一戦を2023年12月26日に臨む予定であることを報告した。同日、アメリカ専門サイトのボクシングシーン・ドットコムなどが井上とタパレスが2023年12月26日に4団体統一戦を行うことをWBOが確認したと報じた。
2023年10月19日、ラスベガスで調整を続けるタパレスが取材に応じ、「4団体統一王者になることこそがボクサーにとって究極の目標。こういった重要な試合をずっと待ち望んでいた。井上は世界最高のボクサー。階級最強の選手と戦うことで、自分自身にチャレンジしたいし、私もトップボクサーだと証明できる」と高ぶる高揚感を口にした。
2023年10月23日、井上がタパレスとの4団体統一戦に向けてメキシコ人パートナーとのスパーリングを開始したことを大橋ジムが発表した。井上は「先月のフィジカル合宿を終えてからは、これまでマスボクシング中心だった。今日が外国勢とは初めてでした。テーマとしては自分の動きを仕上げることを考えている。今日やってみて練習になる相手、あきらめない相手だと分かりました。2人は1カ月間、いてくれるそうなので、ギアを上げてやっていこうと思います。次戦は正式に発表できるまで、もう数日お待ちください。タパレス戦を想定し、ギアを上げていきたい」と大橋ジムを通してコメントした。

### 対戦決定後の概要から試合まで
2023年10月25日、横浜市内のホテルで記者会見が開かれ、2023年12月26日に有明アリーナで井上とタパレスによる世界スーパーバンタム級4団体王座統一戦が行われることが発表された。またセミファイナルでは井上尚弥バンタム級4団体統一記念モンスタートーナメントの決勝で、日本バンタム級王者堤聖也と日本バンタム級3位穴口一輝のタイトルマッチ、アンダーカードで平岡アンディとセバスチャン・ディアスによるスーパーライト級8回戦、OPBF東洋太平洋スーパーバンタム級王者武居由樹とマリオ・ディアスによる54.5kg契約8回戦、日本ユースライトフライ級王者坂間叶夢とジョン・ポール・ガブニラスによる49.5kg契約8回戦が行われることが発表された。対戦決定に伴い、井上は対戦相手のタパレスについて「周りの方がタパレスを評価している以上に評価しています。危機感があるし、パワーパンチを持っているし、独特のタイミングで打ってくる」と語り、前戦で対戦したフルトンと比較し「“強さ”とスーパーバンタム級での“実績”は違うと思っています。強さはタパレスの方がある。フルトンは上手さで結果を残してきた。そこと強さはまた違うもの。（対策は）スタートしています。タパレスがこう来るものであろうものに用意しているだけ。前に出てこないパターンもあると思う。タパレスはハングリー精神もある。フィリピン人初の4団体統一になるし、この試合をものにしてやろうという気持ちはもの凄いと思う。フィリピン人からはそういうのを感じる。上体の柔らかさ、ディフェンスの上手さがある。思った以上に技術の高い選手と思った。（自分は）危機感もあるし、その点でモチベーションだったり、トレーニングに向かう気持ちだったり、1年前の4団体統一戦とは全く違うかなと思います」とコメントした。またこの記者会見にはタパレス陣営のショーン・キボンズが出席し、「タパレスを代表してやってきました。彼は11月にフィリピンに戻るが、現在はラスベガスで調整している。彼はフルトンと違って日本に勝ちに来る。日本にも慣れている」とコメント。「大橋会長、モンスター井上選手にも深く感謝しています。皆さん、この試合を楽しみにしていてください」と話し、「タパレスはハングリー。フィリピン人初の4団体統一へ高いモチベーションがある。井上選手のパワーに気を付けないといけない。ただ、タパレスはテクニックに長けている。ガードがしっかりしているし、ジャブがある。井上選手に対してアングルを使っていき、井上選手のカウンターに気を付けたい」と自信を見せた。
2023年10月28日、スーパーバンタム級4団体統一戦の第一次チケット抽選受付がスタートした。チケットの最高額はアリーナSRSの22万円で、最も安い席は指定E席の1万1000円となった。
2023年10月31日、タパレスがイギリス専門誌「ボクシングニュース」の取材に応じ、今回の対戦の意味を「4団体統一になるからではなく、私にとってはイノウエを倒すことが本当に本当に重要なんだ。彼はパウンド・フォー・パウンドで1位か2位の男。本当に優れた、技術のあるボクサーだ。全てが揃っていると言われている。彼を倒すことがベルトよりも重要なんだ」と語り井上の実力を認めた。その上で「チャンスがないと言われるのには慣れている。私は本当に激しいトレーニングをしているし、良いチームを持っている。みんな私は勝てないと言っているが、私は自分が取り組んでいることが何か分かっている。チャンスはいつでもそこにある。私にできるのは懸命に努力することだけ。そしたら何だって可能だ」と言い切り、「私は彼をノックアウトできるさ。みんな彼のパワーについて話題にするが、私もパワーがある。タイミングとパワーがね。私はイノウエの弱点を見てきた。パンチするときに少しオープンになる。もし私が打撃を受けたら、カウンターパンチを繰り出す準備ができている。あるいはコンビネーションに持ち込むことができる。私は130～135ポンド（ライト級）のより大きなボクサーとスパーリングしてきて、彼らの打撃にも耐えられる。だから井上に対する準備はできている。私は彼よりも大きいし、彼のパンチを吸収できる。彼のパワーを乗り越えられる」と、技術も身体も上回っていると主張した。
2023年11月9日、フィリピンのデイリー・トリビューン紙は、タパレスが強化キャンプ地のロサンゼルスからからフィリピンのマニラを経由して、8日にバギオ市に到着し、12月第3週まで同地で最終調整する予定と報じた。
2023年11月10日、井上が6日より刊行した所属ジムで5日間のフィジカル合宿を終了。次週からは「タパレスをイメージして練習に入っていく流れ」ということで、より試合に向けた対策を行っていく見通しであることが報じられた。
2023年11月11日、フィリピンのバギオ市で高地トレーニング中のタパレスがスパーリングを再開したことが報じられた。
2023年11月20日、大橋ジムは井上の為にメキシコから新たに2人のスパーリング・パートナーを招聘したことを明らかにした。
2023年12月1日、フィリピンメディア「ABS-CBNニュース」の取材で、タパレスは「やるべきことをやれば何でもできるようになる。私はフィリピン初となる誰もが議論の余地がないチャンピオンになりたい。つまり4つのベルトを保持することだ」と必勝を誓い、「もちろんノックアウトするチャンスがあれば倒すつもり。たとえ12ラウンドまで続いたとしても勝つことができる。私は井上と同じ人間だけど、恐怖をコントロールする方法は知っている。予想？　私は12ラウンドまでに倒したい。もちろん、非常に強いといわれているモンスターのパンチを感じたい。楽しみ」と語った。
2023年12月6日、フィリピン紙「デイリー・インクワイアラー」の取材に対し、タパレスは「パウンド・フォー・パウンドのトップボクサー（井上）と毎日戦えるわけじゃないから、もちろん楽しみたいし、戦えることにとても感謝している。そうすることで、私も彼のレベルにいるという意味になる」と語り、これまでの自身のボクシング人生を「戦いではいつもアンダードッグだった。だからこれは私にとって新しいことではない。私は若い頃からずっと戦って生き残ってきたんだ」と、常にはい上がってきたと回顧し「私たちはみんな弱点がある、そして彼も」と自信を見せた。
2023年12月12日、トップランク社が「日本の冬がもうすぐ始まる」と記してタパレスの最新トレーニング映像を公開した。
2023年12月15日、井上が横浜市内のジムで公開練習を行った。会見前日の14日にスパーリングを打ち上げ、今回の総ラウンド数は116ラウンドとなったことが明らかになった。その理由を井上は「楽勝ムードを吹き飛ばすため。周りが作り出すムードが自分の中で一番怖い」と説明し、「1発番狂わせを狙ってくる気持ちがあると思う。自分はそれ以上に気を引き締めたい」と語った。また今回の見どころに関して井上は「フルトン戦では左をルーズにして下げてゆったり入ったけど、今回そういう入り方はしないと思う。1ラウンド目からピリピリすると思う。その緊張感を味わってほしい」と話した。同日、フィリピン紙「ビジネスミラー」は「タパレスがモンスターとの戦闘準備完了」と題する記事を掲載し、タパレスが13日の練習後に「今、自分のコンディションは100％良いと感じる。そして、試合の夜には日本で地獄のような大混乱が起こるだろう」と語ったことを伝えた。
2023年12月19日、タパレスがフィリピンから来日。来日後すぐさま日本メディアの取材に応じ、「コンディションはとてもいい。今回の試合を目指してがんばってきた」と静かに受け答えをし、井上についてあらためて問われると、「とてもボクシングIQの高い選手だと思う」と答え、試合に向けては「勝つためにできることはすべてやる。はっきりとした勝ち方をしたい」と言葉を選んだ。
2023年12月20日、タパレスが横浜市の大橋ジムで公開練習を行った。練習前のインタビューでは「自信はかなりある」と語り、井上の試合を生観戦したフルトン戦に触れ、「実際に試合を観て、こういう戦略でいこうと思いついた」と明かした。双日、井上は自身のSNSにてドーピング（禁止薬物使用）検査を終えたことを報告した。
2023年12月22日、井上が横浜市内の所属ジムで行っていた練習を打ち上げたと発表した。大橋秀行会長は自身のインスタグラムで「バッチリの仕上がりです。26日楽しみにしてください」とコメントした。
2023年12月24日、横浜市のホテルで最終記者会見が開かれた。会見に臨んだ井上は「どんな展開になっても勝ちを手にしたい。その中でチャンスという流れがきたら、そこを逃さないように試合を決めたい。歴史的な試合になると思いますので、2階級で4団体統一する姿をしっかり見届けてほしい」と語り、さらに井上は「2階級での4団体統一という史上2人目の偉業となる試合ではあると思うけど、自分のボクシングキャリアを考えれば通過点だと思う。引退するときにたどってきたキャリアを振り返ってどう思えるか。それに尽きると思う」と今回の試合を位置づけた。一方のタパレスは「ワクワクする試合になる。井上選手も私も勝ちたいと思っているが、勝つのは私だ。勝てばフィリピンにとって歴史的な勝利になる」と必勝を誓った。
2023年12月25日、横浜市内で前日計量が行われ、井上が55.2kg、タパレスが55.0kgで両者ともリミット55.3kgをクリアした。井上は「減量は楽ではないと思うけどアンダーで仕上げてきている。リカバリーで互いにどう仕上げるかで差がでると思う」と当時のコンディションが勝負を分けるとの考えを示した。ルールミーティングでは特別に両陣営からのアピールはなく、4団体統一戦では異例となる短時間で終了した。
2023年12月26日、有明アリーナで行われたWBA・WBC・IBF・WBO世界スーパーバンタム級王座統一戦に於いて、井上が10回1分2秒KO勝ちを収め、WBC・WBO王座の初防衛及びWBA・IBFの2団体王座を獲得し、バンタム級に続き史上2人目となる2階級4団体王座統一に成功した。

### 試合後
勝利後のインタビューで井上は「スーパーバンタムに（階級を）上げて2試合で4本集められたのも達成感があり、うれしい。自分の中でも通過点と捉えていた一戦。うれしさもかみしめながら過ごして、次戦に向けて頑張っていきたい」と語り、タパレスについては「ディフェンス面が非常に優れていた。意外とパンチを当てられなかった。結果、KOで勝てて良かった」と評価した。次戦以降については「「今の適正階級はスーパーバンタム級だと思っている。この階級でもっと強い姿を見せられるように精進していきたい。自分としては決められた試合を全力で頑張るだけ。どんな闘いが待っているのか楽しみにしたい」と述べた。
一方敗れたタパレスは、試合終了後の記者会見に臨み「井上のスピードに驚いた」と語り、タパレス本人は井上に右ストレートをクリーンヒットさせられたのが効いて倒れたと明かし、「できることはすべてやった。起きるべきことが起きてしまった」と諦観していた。今後、井上と戦うことになるボクサーに何かアドバイスはあるかと聞かれると、「グッドラック」とだけ答えた。
2023年12月27日、試合から一夜明け世界スーパーバンタム級4団体統一王者となった井上が横浜市内のジムで記者会見を開いた。試合後、映像を2度見たという井上は「リング上で感じたよりも技術戦を繰り広げていると感じた。タパレスも相打ちで一発を狙ってきていて、最後まで気が抜けなかった」と前夜の試合を振り返り、「めちゃめちゃ楽しかった」と熱戦を歓迎した。

### 次戦へ向けて
WBCは2023年11月15日に、この試合の勝者がWBC世界スーパーバンタム級1位ルイス・ネリととの指名試合を命じていた。また前WBA・IBF世界スーパーバンタム級統一王者ムロジョン・アフマダリエフが2023年12月16日にWBAの指名挑戦権を獲得しており、両者はこの試合を注目していた。井上が勝者となった直後、ネリは「日本でお会いしましょう。メキシコVS日本」とつづり、優勝カップのスタップを4つ並べ、アフマダリエフも「（井上とは）素晴らしい戦いになるだろう！　井上は真の王者だが、私は彼がこれまで対戦した誰よりも賢く、優れており、強いです！。やりましょう、チャンピオン！」とそれぞれ自身のSNSにて井上に向けて対戦表明を明らかにしていた。
この試合の前から、海外のボクシング専門メディアは早くも井上の初防衛戦に注目し、アメリカ専門メディア「ボクシングシーン」は、2024年5月に日本で井上とネリとの対戦が計画されていると報じた。井上はタパレスに勝利後のリング上のインタビューにて、次戦以降もスーパーバンタム級で戦っていくことを明らかにし、「来年5月に噂されている試合が実現するかはまたこれから交渉を詰めていくところですけど、ファンが喜ぶ、見たいなという試合を実現していきたい。どんどん声を上げて頂けたらと思います」と呼びかけた。また井上は一夜明けた記者会見において、今後対戦に興味がある選手として「アフマダリエフ、ネリ。カシメロはどうなんですかね？」と答えた。また大橋ジムの関係者は、井上の次戦を「ゴールデンウイークあたりになる」と明言し、2024年5月上旬に東京ドームを仮予約していることが明らかになった。
以降の動向は「井上尚弥 対 ルイス・ネリ戦」を参照

## 対戦カード
^Note 1 WBA・WBC・IBF・WBO世界スーパーバンタム級王座統一戦、リングマガジン世界スーパーバンタム級王座決定戦
^Note 2 日本バンタム級タイトルマッチ、バンタム級4団体統一記念モンスタートーナメント決勝戦

## 採点表
| 王座：WBA・WBC・IBF・WBO世界スーパーバンタム級王座統一戦 リングマガジン世界スーパーバンタム級王座決定戦 | 王座：WBA・WBC・IBF・WBO世界スーパーバンタム級王座統一戦 リングマガジン世界スーパーバンタム級王座決定戦 | 王座：WBA・WBC・IBF・WBO世界スーパーバンタム級王座統一戦 リングマガジン世界スーパーバンタム級王座決定戦 | 王座：WBA・WBC・IBF・WBO世界スーパーバンタム級王座統一戦 リングマガジン世界スーパーバンタム級王座決定戦 | 王座：WBA・WBC・IBF・WBO世界スーパーバンタム級王座統一戦 リングマガジン世界スーパーバンタム級王座決定戦 |                                                                | 主審：セレスティーノ・ルイス(アメリカ:4団体(IBF))              | 主審：セレスティーノ・ルイス(アメリカ:4団体(IBF))              | 主審：セレスティーノ・ルイス(アメリカ:4団体(IBF))              | 主審：セレスティーノ・ルイス(アメリカ:4団体(IBF))              | 主審：セレスティーノ・ルイス(アメリカ:4団体(IBF))          |                                                            | 立会人：ホセ・オリバー・ゴメス（WBA:パナマ,会長付ゼネラルアドバイザー） マイケル・ジョージ(WBC:アメリカ,WBCシルバー世界タイトルマッチチェアマン) ベン・ケイルティー（IBF:オーストラリア,IBFオーストラリア,オセアニア,アジア地区統括本部長） レオン・パノシリノ(WBO:フィリピン,WBOアジア太平洋地域事務局長) | 立会人：ホセ・オリバー・ゴメス（WBA:パナマ,会長付ゼネラルアドバイザー） マイケル・ジョージ(WBC:アメリカ,WBCシルバー世界タイトルマッチチェアマン) ベン・ケイルティー（IBF:オーストラリア,IBFオーストラリア,オセアニア,アジア地区統括本部長） レオン・パノシリノ(WBO:フィリピン,WBOアジア太平洋地域事務局長) | 立会人：ホセ・オリバー・ゴメス（WBA:パナマ,会長付ゼネラルアドバイザー） マイケル・ジョージ(WBC:アメリカ,WBCシルバー世界タイトルマッチチェアマン) ベン・ケイルティー（IBF:オーストラリア,IBFオーストラリア,オセアニア,アジア地区統括本部長） レオン・パノシリノ(WBO:フィリピン,WBOアジア太平洋地域事務局長) | 立会人：ホセ・オリバー・ゴメス（WBA:パナマ,会長付ゼネラルアドバイザー） マイケル・ジョージ(WBC:アメリカ,WBCシルバー世界タイトルマッチチェアマン) ベン・ケイルティー（IBF:オーストラリア,IBFオーストラリア,オセアニア,アジア地区統括本部長） レオン・パノシリノ(WBO:フィリピン,WBOアジア太平洋地域事務局長) | 立会人：ホセ・オリバー・ゴメス（WBA:パナマ,会長付ゼネラルアドバイザー） マイケル・ジョージ(WBC:アメリカ,WBCシルバー世界タイトルマッチチェアマン) ベン・ケイルティー（IBF:オーストラリア,IBFオーストラリア,オセアニア,アジア地区統括本部長） レオン・パノシリノ(WBO:フィリピン,WBOアジア太平洋地域事務局長) |
| 開催日：2023年12月26日                                                                                  | 開催日：2023年12月26日                                                                                  | 開催日：2023年12月26日                                                                                  | 開催日：2023年12月26日                                                                                  | 開催日：2023年12月26日                                                                                  | 会場：東京都江東区・有明アリーナ                               | 会場：東京都江東区・有明アリーナ                               | 会場：東京都江東区・有明アリーナ                               | 会場：東京都江東区・有明アリーナ                               | 会場：東京都江東区・有明アリーナ                               | 主催：トップランク MPプロモーションズ TGBプロモーションズ  | 主催：トップランク MPプロモーションズ TGBプロモーションズ  | 主催：トップランク MPプロモーションズ TGBプロモーションズ | 主催：トップランク MPプロモーションズ TGBプロモーションズ | 主催：トップランク MPプロモーションズ TGBプロモーションズ | | |
| 井上尚弥                                                                                                | 井上尚弥                                                                                                | 対 | マーロン・タパレス                                                                                      | マーロン・タパレス                                                                                      | 井上尚弥                                                       | 井上尚弥                                                       | 対                                                             | マーロン・タパレス                                             | マーロン・タパレス                                             | 井上尚弥                                                   | 井上尚弥                                                   | 対 | マーロン・タパレス | マーロン・タパレス | | |
| RS | TS | 回 | TS | RS | RS                                                             | TS                                                             | 回                                                             | TS                                                             | RS                                                             | RS                                                         | TS                                                         | 回 | TS | RS | | |
| 10 | | 1 | | 9 |                                                                | 10                                                             |                                                                | 1                                                              |                                                                | 9                                                          |                                                            | 10 | | 1 | | 9 |
| 10 | 20 | 2 | 18 | 9 | 10                                                             | 20                                                             | 2                                                              | 18                                                             | 9                                                              | 10                                                         | 20                                                         | 2 | 18 | 9 | | |
| 10 | 30 | 3 | 27 | 9 | 10                                                             | 30                                                             | 3                                                              | 27                                                             | 9                                                              | 10                                                         | 30                                                         | 3 | 27 | 9 | | |
| 10 | 40 | 4 | 35 | 8 | 10                                                             | 40                                                             | 4                                                              | 35                                                             | 8                                                              | 10                                                         | 40                                                         | 4 | 35 | 8 | | |
| 10 | 50 | 5 | 44 | 9 | 10                                                             | 50                                                             | 5                                                              | 44                                                             | 9                                                              | 10                                                         | 50                                                         | 5 | 44 | 9 | | |
| 10 | 60 | 6 | 53 | 9 | 10                                                             | 60                                                             | 6                                                              | 53                                                             | 9                                                              | 10                                                         | 60                                                         | 6 | 53 | 9 | | |
| 9 | 69 | 7 | 63 | 10 | 9                                                              | 69                                                             | 7                                                              | 63                                                             | 10                                                             | 10                                                         | 70                                                         | 7 | 62 | 9 | | |
| 10 | 79 | 8 | 72 | 9 | 9                                                              | 78                                                             | 8                                                              | 73                                                             | 10                                                             | 10                                                         | 80                                                         | 8 | 71 | 9 | | |
| 10 | 89 | 9 | 81 | 9 | 10                                                             | 88                                                             | 9                                                              | 82                                                             | 9                                                              | 10                                                         | 90                                                         | 9 | 80 | 9 | | |
| 計 | | – | | 計 |                                                                | 計                                                             |                                                                | –                                                              |                                                                | 計                                                         |                                                            | 計 | | – | | 計 |
| 副審：ロビン・テイラー（アメリカ:4団体）                                                                | 副審：ロビン・テイラー（アメリカ:4団体）                                                                | 副審：ロビン・テイラー（アメリカ:4団体）                                                                | 副審：ロビン・テイラー（アメリカ:4団体）                                                                | 副審：ロビン・テイラー（アメリカ:4団体）                                                                | 副審：ラウル・カイズ・ジュニア（アメリカ:4団体(特にWBA・WBC)） | 副審：ラウル・カイズ・ジュニア（アメリカ:4団体(特にWBA・WBC)） | 副審：ラウル・カイズ・ジュニア（アメリカ:4団体(特にWBA・WBC)） | 副審：ラウル・カイズ・ジュニア（アメリカ:4団体(特にWBA・WBC)） | 副審：ラウル・カイズ・ジュニア（アメリカ:4団体(特にWBA・WBC)） | 副審：クレイグ・メトカルフェ（カナダ:4団体(特にWBA・WBC)） | 副審：クレイグ・メトカルフェ（カナダ:4団体(特にWBA・WBC)） | 副審：クレイグ・メトカルフェ（カナダ:4団体(特にWBA・WBC)） | 副審：クレイグ・メトカルフェ（カナダ:4団体(特にWBA・WBC)） | 副審：クレイグ・メトカルフェ（カナダ:4団体(特にWBA・WBC)） | | |
| 処分：無し                                                                                              | 処分：無し                                                                                              | 処分：無し                                                                                              | 処分：無し                                                                                              | 処分：無し                                                                                              | 減点：無し                                                     | 減点：無し                                                     | 減点：無し                                                     | 減点：無し                                                     | 減点：無し                                                     | 結果：井上の10回1分2秒KO勝ち                               | 結果：井上の10回1分2秒KO勝ち                               | 結果：井上の10回1分2秒KO勝ち | 結果：井上の10回1分2秒KO勝ち | 結果：井上の10回1分2秒KO勝ち | | |

## 試合の詳細

### グローブ
- 井上尚弥 ウイニング社 （日本製8オンス 黒）
- マーロン・タパレス グラント社（アメリカ製8オンス 黒と赤）

### 入場
先に入場したのは、アウェーでの試合となったタパレス。井上は佐藤直紀作曲で、ドラマ『GOOD LUCK!!』のテーマ曲である「Departure」を入場曲に選び、最後に入場した。

### チケット
- 2023年10月28日より販売開始[63]。2023年11月27日に後楽園ホールで開催される「Lemino BOXING PHOENIX BATTLE 107」で、チケットプレゼント抽選会が実施された[64]。約1万5000枚のチケットが販売され全て完売した[65]。

- - SRS席：22万円
  - RS席（プレミアムチェア付）：18万7000円
  - RS席：16万5000円
  - 指定S席：11万円
  - 指定A席：7万7000円
  - 指定B席：5万5000円
  - 指定C席：3万3000円
  - 指定D席：2万2000円
  - 指定E席：1万1000円
  - 車椅子席（介添人も同価格、介添人1名まで）：3万3000円

### 来場者
試合当日は会場に15,000人の観客が集まり、その中には布袋寅泰と今井美樹夫妻、梅宮アンナ、白鵬翔、霧島鐵力、三浦大輔、鈴木誠也、吉田正尚、村上宗隆、原英莉花、魔裟斗、武蔵などの著名人も観戦しており、豪華な客席も話題になった。

### ラウンドガール
- 日南まみ、仲俣由菜[68]

## 放送
| 国/地域       | 地上波放送 | ケーブル・衛星放送 | PPV | ネット配信 |
| ------------- | ---------- | ------------------ | --- | ---------- |
| 日本 (開催地) | N/A        | N/A                | N/A | Lemino     |
| アメリカ      | N/A        | N/A                | N/A | ESPN+      |